# Feu vert (gestion de projet)
Pour les articles homonymes, voir Feu vert et Green light.
 (octobre 2012).
Si vous disposez d'ouvrages ou d'articles de référence ou si vous connaissez des sites web de qualité traitant du thème abordé ici, merci de compléter l'article en donnant les références utiles à sa vérifiabilité et en les liant à la section « Notes et références ».

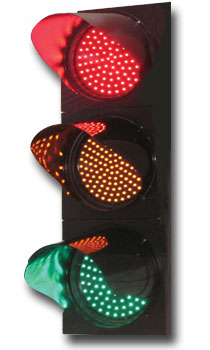
Un feu tricolore.

En gestion de projet, on parle de feu vert (en anglais green light, métaphore d'un feu de circulation) lorsque l'on valide un jalon (une étape), donnant l'autotrisation de passer à la phase suivante.

## Effet feu vert
On parle d'« effet feu vert » lorsque les acteurs d'un projet valident les tâches dont ils sont responsables, mais que le projet dans sa globalité n'atteint pas la qualité attendue[réf. nécessaire].
Les causes de cet effet sont soit :
- Un problème dans le choix des indicateurs de progression et de qualité : les indicateurs ne sont parfois pas représentatifs de l'avancement ou de la qualité réelle du projet.
- Un report de responsabilité d'une tâche sur l'autre : certains acteurs, persuadés que l'acteur suivant déclenchera une alerte en cas de problème, néglige le déclenchement de ses propres alertes. Une succession de comportements de ce type pouvant créer cet effet.

Cette analogie est comparable à un carrefour où tous les feux passeraient au vert : personne n'est en tort, mais il y a bien un accident.